# چهاتیا
چهاتیا (به لاتین: Chhatia) یک روستا در بنگلادش است که در استان باریسال و در ناحیه باریسال واقع شده است.